# Prims
Prims – rzeka w Niemczech w krajach związkowych Saara i Nadrenia-Palatynat o długości 91 km. Prawobrzeżny dopływ Saary. Źródła Prims znajdują się w miejscowości Malborn w paśmie górskim Hunsrück w Nadrenii-Palatynacie. Przepływa przez Wadern i Dillingen/Saar, gdzie uchodzi do Saary.